# CMOS

Kopplingsschema för en inverterare i CMOS-teknik.
1. Vdd - spänning
2. Vss - jord
3. A - ingång
4. Q - utgång

CMOS står för Complementary Metal Oxide Semiconductor, komplementär MOS, och är ett sätt att konstruera integrerade kretsar. Här används fälteffekttransistorer av P-kanal- och N-kanaltyp i kombination för att bygga upp logiska grindar som drar obetydlig ström, utom i de ögonblick grinden byter tillstånd.
Tekniken är en förutsättning för dagens höga packningstäthet i integrerade kretsar. Kretsar av CMOS-typ används bland annat som bildsensor i digitalkameror.

## Funktion
Ett sätt att bygga digitala kretsar är att ha långa rälar med spänning och jord och däremellan organisera transistorer till olika grindar (till exempel inverteraren i bilden). Transistorerna är kopplade så att ingångarna kan styra utgången att få ledning till antingen spänning eller jord, och på så vis snabbt slå om sitt spänningsläge.